# پرده ورونیکا

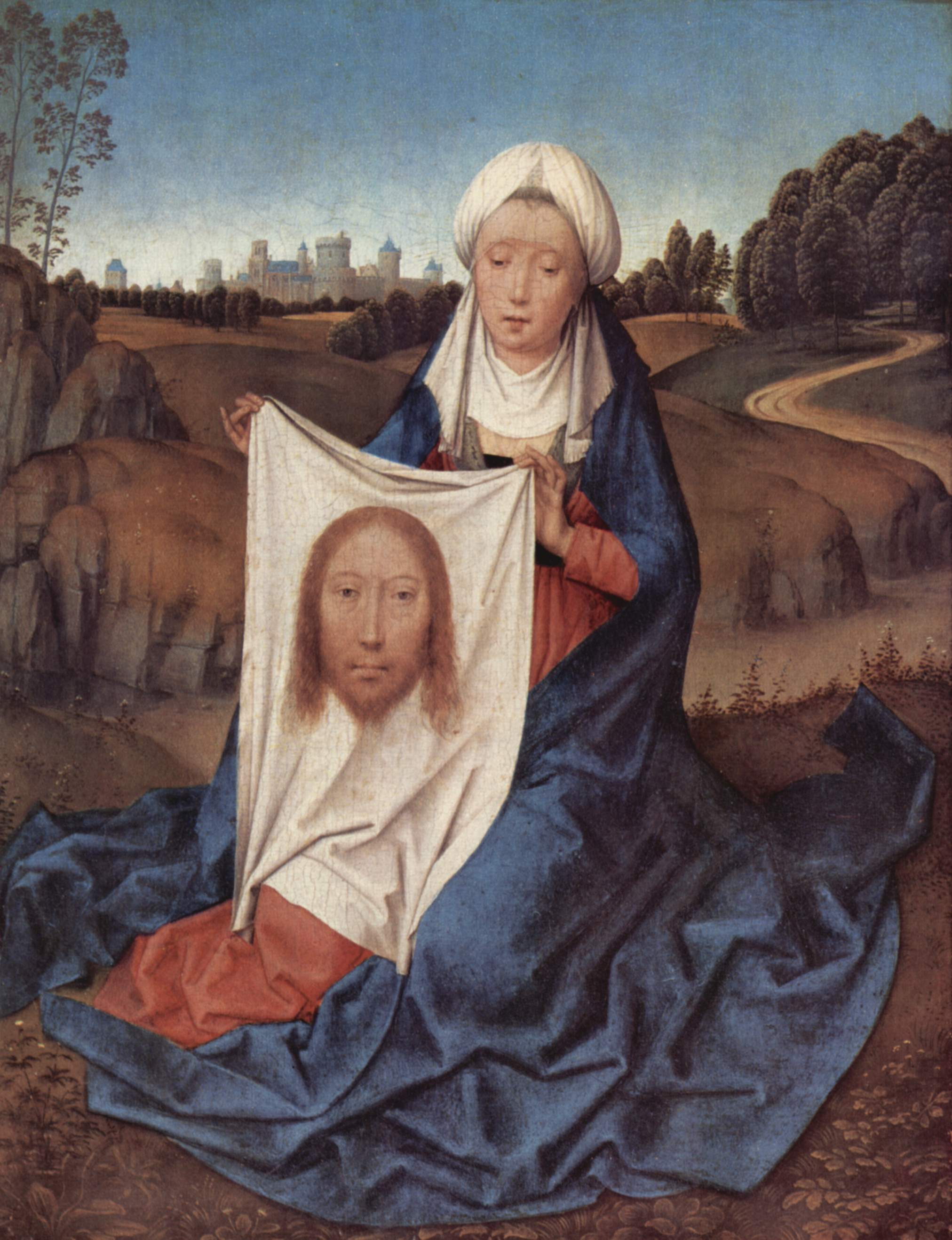

پرده ورونیکا (Sudarium) یک یادگار مقدس مسیحیت، متشکل از یک تکه پارچه که گفته می‌شود تصویری از چهره مقدس عیسی را دارد که به وسیله غیر از ابزار انسانی تولید شده است. ادعا شده است که تصاویر مختلف موجود به عنوان یادگار اصلی و همچنین نسخه های اولیه آن هستند. بازنمایی های آن به عنوان ورنیکل نیز شناخته می شود.